# Promise Me
«Promise Me» es un sencillo de la cantautora británica Beverley Craven, lanzado en 1990. 
La canción fue publicada como sencillo de su álbum debut homónimo en 1990, pero no logró ingresar a las listas de éxitos ese año. Sin embargo, posteriores apariciones en la televisión británica y una gira por todo el país, le llevaron a re-lanzarlo, pudiendo esta vez ingresar a las listas de éxitos en abril de 1991 y, eventualmente, logrando alcanzar el puesto #3 en mayo de ese mismo año. Gracias al éxito de «Promise Me», su álbum debut consiguió la posición #3 en el Reino Unido, además de gozar de una vasta popularidad en todo Europa.

## Lista de canciones
Ambas canciones fueron escritas por Beverley Craven
Vinilo de 7" / Sencillo en CD
1. «Promise Me» – 3:35
2. «I Listen to the Rain» – 2:55

## Créditos y personal
- Bajo: Martin Allcock
- Batería: Dave Mattacks
- Guitarra: Simon Nicol
- Teclados: Bias Boshell
- Piano, coros: Beverley Craven
- Cuerdas: London Metropolitan Orchestra

## Versiones
La canción ha sido versionada en numerosas ocasiones:
- En 1992, la cantante y actriz mexicana Chantal Andere produjo una versión en español de «Promise Me» titulada «Entre tú y yo», la que fue incluida en su segundo álbum de estudio homónimo, además de haber sido usado como tema principal para la telenovela mexicana de la cadena Televisa Triángulo de 1992.
- En 2002, el grupo de dance Lazard produjo un remix de la canción titulado «4 O'Clock (In the Morning)».
- La cantante y actriz filipina, versionó la canción y fue incluida en su disco Inspired, lanzado en 2007.
- La cantante española Rosa López interpretó una versión en español titulada «Júrame», la que fue incluida en su disco Promesa de 2008.
- En 2012, la banda alemana de techno Scooter, utilizó un sample del sencillo de Craven en su sencillo «4 AM», de su disco Music for a Big Night Out.
- El rapero francés La Fouine, usó un sample del primer verso de «Promise Me» en su canción «Quand je partirai», lanzado en 2013. La canción alcanzó el puesto #74 en las listas de éxitos en Francia.
- Entre otras versiones del sencillo se puede citar a artistas como: Jodie Brooke Wilson, Hind, Lutricia McNeal, Sandy Lam, Tabea y Winnie Hsin.

## Lista de éxitos

### Semanales
| Lista (1990–1991)                  | Máxima posición |
| ---------------------------------- | --------------- |
| Bélgica (Flandes) (Ultratop 50)    | 2               |
| Europa (Eurochart Hot 100)         | 16              |
| Francia (SNEP)                     | 6               |
| Irlanda (IRMA)                     | 7               |
| Países Bajos (Dutch Top 40)        | 8               |
| Países Bajos (Mega Single Top 100) | 7               |
| Reino Unido (UK Singles Chart)     | 3               |

### Fin de año
| Lista (1990)                  | Posición |
| ----------------------------- | -------- |
| Bélgica (Ultratop)            | 32       |
| Países Bajos (Dutch Top 40)   | 50       |
| Países Bajos (Single Top 100) | 51       |

| Lista (1991)               | Posición |
| -------------------------- | -------- |
| Europa (Eurochart Hot 100) | 80       |
| UK Singles (OCC)           | 29       |